# Seznam japonskih dirigentov
Seznam japonskih dirigentov.

## H
- Hattori Katsuhisa

## I
- Hiroyuki Iwaki

## K
- Shigeru Kan-no
- Ken-Ichiro Kobayashi

## O
- Kazushi Ono
- Tadaaki Otaka
- Eiji Oue
- Seiji Ozawa/Seidži Ozava (1935-2024)

## S
- Koichi Sugiyama

## W
- Hiroshi Wakasugi